# Guishan Dao
Guishan Dao, auch Kueishan Dao oder Kueishan Tao (chinesisch 龜山島, Pinyin Guīshāndǎo – „Schildkrötenberginsel“) ist eine Insel im Pazifischen Ozean, die zur Stadtgemeinde Toucheng im Landkreis Yilan der Republik China (Taiwan) gehört. Die Insel ist die Spitze des einzigen aktiven Vulkans in Taiwan, der zuletzt um 1785 ausbrach.
Die Insel erhielt ihren Namen nach der Form, die einer schwimmenden Schildkröte ähneln soll. Sie ist 3,3 Kilometer breit, 1,7 Kilometer lang und umfasst eine Gesamtfläche von knapp 2,85 km². Ihr höchster Punkt liegt 401 Meter über dem Meeresspiegel. In neuerer Zeit wurde die Insel 1853 durch Fischer aus der chinesischen Provinz Fujian besiedelt. 1977 wurden die wenigen verbliebenen Bewohner auf das Festland umgesiedelt und die Insel in ein militärisches Sperrgebiet umgewandelt. Im Jahr 2000 wurde dieses wieder aufgehoben und die Insel zum Naturschutzgebiet erklärt und für den Tourismus geöffnet. Auf der Insel gibt es heiße Salzwasserquellen, dampfende Fumarolen und Tunnel, die durch die Armee in den 1950er Jahren angelegt wurden. Bei Touristen beliebt sind die Wal- und Delfinbeobachtungen.
Die Zahl der Besuche wird aus Umweltschutzgründen stark reglementiert und Besucher müssen sich vorher anmelden. Die Insel ist vom 1. März bis 30. November jeden Jahres für Touristen tagsüber zugänglich (Stand: März 2017).